# Bolama-Bijagos
Bolama ou Bolama-Bijagos, est une région de Guinée-Bissau située à l'ouest du pays. Sa capitale est Bolama.

## Géographie
C'est une région insulaire, composée de 88 îles, formant l'archipel des Bijagos, dont une vingtaine seulement sont habitées.

## Secteurs

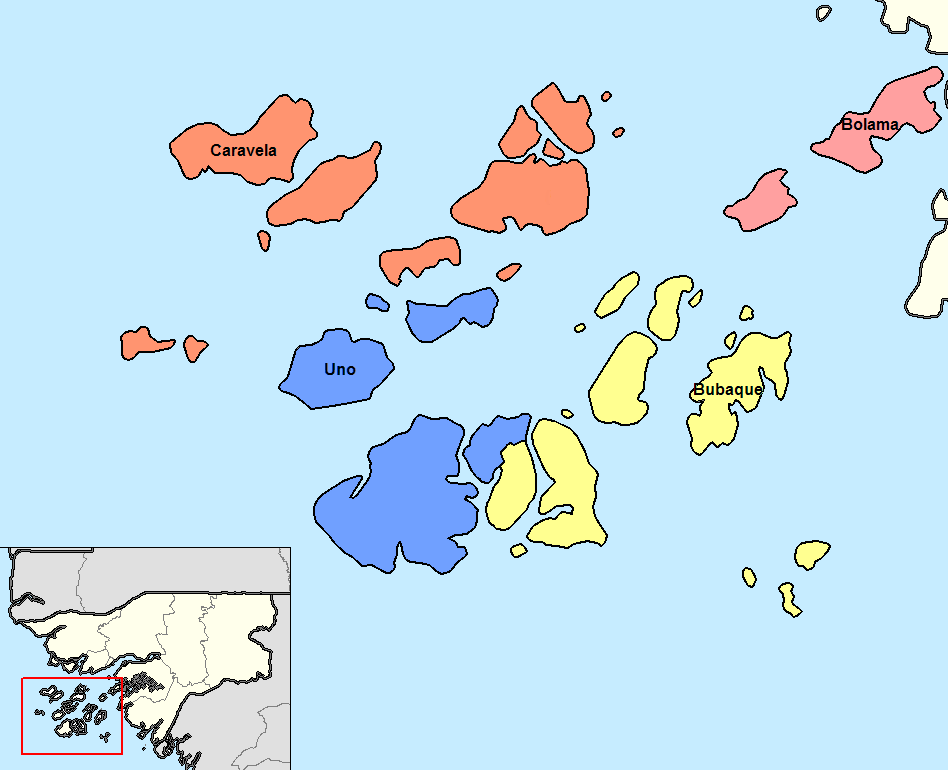
Secteurs de la région de Bolama.

La région est divisée en 4 secteurs :
- Bolama
- Bubaque
- Caravela
- Uno

En 2004, le secteur de Uno est créée et comprend les îles Canogo, Imbane, Orango, Uno et Uracane. Auparavant, elles faisaient partie des secteurs de Bubaque et de Caravela.

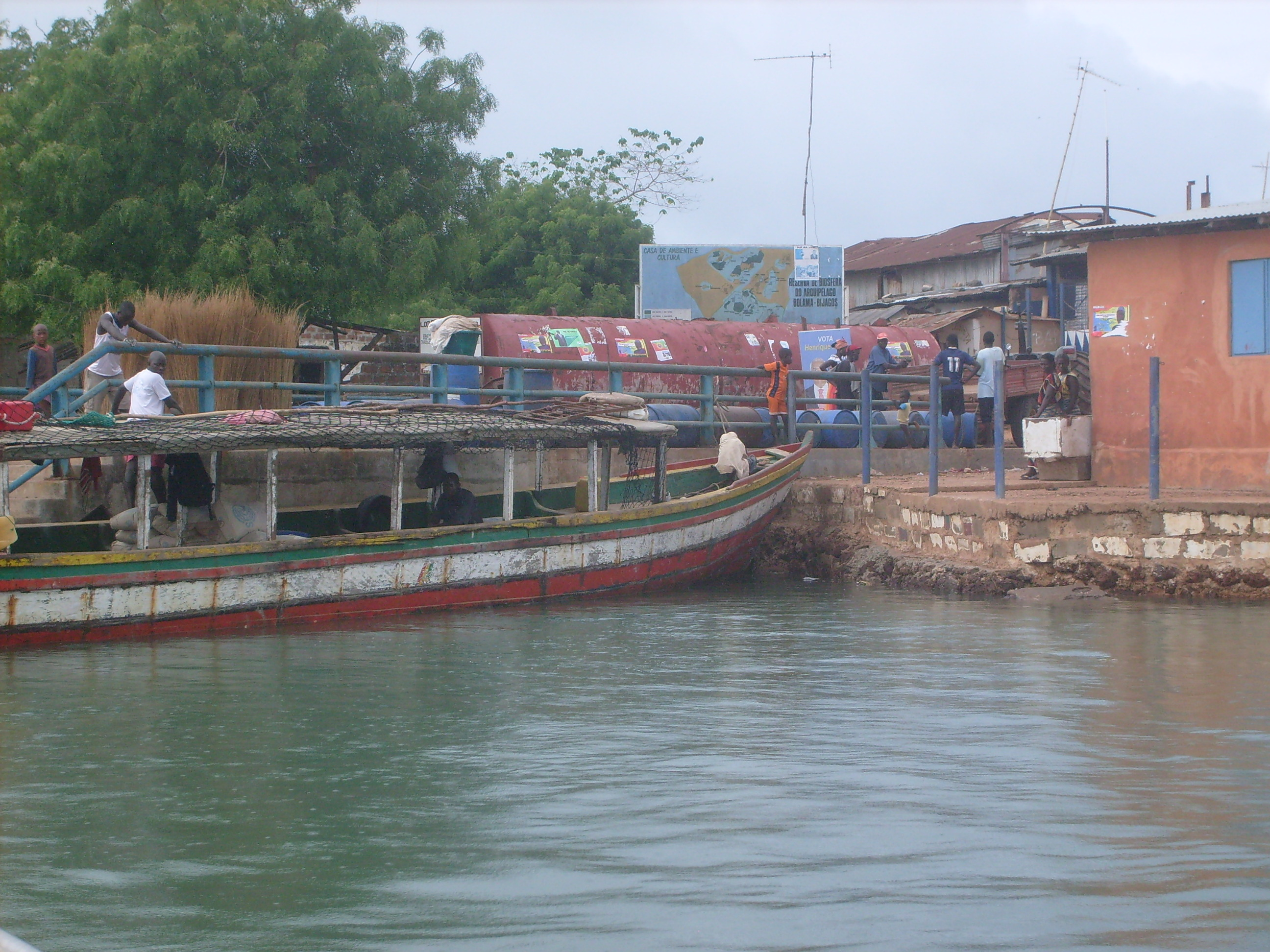
Port de Bubaque